# 2011 aux Fidji
Cet article présente les faits marquants de l'année 2011 aux Fidji.

## Évènements

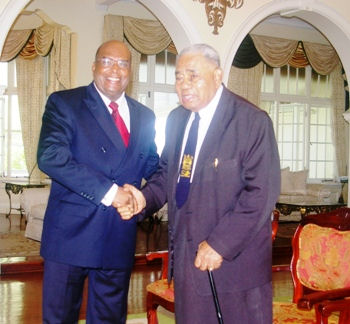
Ratu Josefa Iloilovatu (à droite), ancien président de la République des Fidji, décédé le 6 février.

- Dimanche 6 février 2011 : Décès de  Ratu Josefa Iloilovatu (90 ans), ancien Président de la République (de juillet 2000 à juillet 2009).
- Lundi 7 mars 2011 : les voyagistes des îles Fidji ont proposé aux « familles méritantes » de Christchurch (Nouvelle-Zélande), les plus affectées par le tremblement de terre du 22 février, un séjour gratuit dans un des hôtels des Fidji, pour se remettre de cette catastrophe. Pour cette opération, les compagnies aériennes néo-zélandaise Air New Zealand et fidjienne Air Pacific proposent exceptionnellement des vols pour moins de 30 dollars US.
- Mai : dégradation importante des relations entre les Fidji et les Tonga, en raison de la défection aux Tonga d'un haut gradé fidjien, et d'une dispute territoriale autour des récifs de Minerve[1],[2].